# Alfred Kelbassa
Alfred Kelbassa (Buer, 21 april 1925 –  Dortmund, 11 augustus 1988) was een Duits voetballer. Met Borussia Dortmund werd hij drie keer landskampioen.

## Biografie
Kelbassa was een sportief talent. Hij werd Duits jeugdkampioen en West-Duits kampioen in de vijfkamp, waarbij hij de 100 meter onder de 11 seconden liep. Hij begon zijn voetbalcarrière bij de jeugd van Schwarz-Weiß Bülse en ging in 1940 naar SC Gelsenkirchen-Buer. Tijdens de Tweede Wereldoorlog was hij als gastspeler ook actief bij Holstein Kiel en Fortuna Glückstadt. In 1946 maakte hij de overstap naar STV Horst-Emscher, waarmee hij in 1947 vicekampioen werd in de Landesliga Westfalen en zich zo plaatste voor de Oberliga West, die vanaf 1947/48 van start ging. Hij speelde alle 24 competitiewedstrijden en scoorde 20 keer en had zo een groot aandeel in de knappe derde plaats van de club. Datzelfde jaar nam hij met de club nog deel aan het Brits zonekampioenschap, waar ze meteen door FC St. Pauli uitgeschakeld werden. In 1949 werd zijn club opnieuw derde en met zestien doelpunten moest hij enkel Alfred Preißler van Borussia Dortmund voor laten gaan in de topschutterslijst. In 1950 werd de club vierde en dat jaar mocht de nummer voor uitzonderlijk ook naar de nationale eindronde, waar ze door SpVgg Fürth verslagen werden, hoewel ze 2-0 voorkwamen. Het succes van de club bleef echter niet duren en na een plaats in de middenmoot flirtte de club in 1952 met de degradatie. Na dit seizoen ging hij voor Preußen Münster spelen. Na één seizoen keerde hij echter naar zijn heimat terug. Ondanks 21 doelpunten, bijna de helft van alle gemaakte doelpunten door de club dat jaar, en opnieuw de tweede plaats in de topschutterslijst kon hij een laatste plaats niet verhinderen. Na dit seizoen maakte hij de overstap naar Borussia Dortmund.
Met Dortmund behaalde Kelnassa grote successen. In 1956 veroverde hij met de club de eerste landstitel en scoorde hij in de finale tegen Karlsruher SC. Een jaar later verdedigde de club de titel met succes en Kelbassa scoorde twee keer in de finale tegen Hamburger SV. De elf die tegen HSV wonnen waren bovendien exact dezelfde elf als die het voorgaande jaar de titel wonnen. In 1957 en 1958 werd hij ook topschutter van de Oberliga. Met zijn collega-aanvallers Alfred Preißler en Alfred Niepieklo vormde hij het gevaarlijke trio die drie Alfredo’s.
In 1956 werd hij door Sepp Herberger ook voor het eerst opgesteld voor het nationale elftal tegen België. Hij scoorde bij zijn debuut in de 4-1 overwinning. In totaal speelde hij acht keer voor de nationale ploeg en nam ook deel aan het WK in Zweden, waar hij met zijn team de vierde plaats behaalde. Echter werd hij enkel in de troostfinale tegen Frankrijk opgesteld. Na het seizoen 1961/62 stopte hij zijn loopbaan, maar na de blessure van Jürgen Schütz werd hij een jaar later opnieuw opgeroepen om deel te nemen aan de nationale eindronde. Hier speelde hij nog in vier groepswedstrijden en scoorde in de 3-2 overwinning op HSV. Dortmund werd ook nog kampioen, maar hij speelde de finale niet.
Reeds in 1949 had Kelbassa zijn diploma van sportleraar behaald en ging na zijn spelerscarrière bij de sportdienst van de stad Dortmund werken. Hij overleed op 11 augustus 1988 na meerdere beroertes gekregen te hebben. Zijn zoon huwde met de dochter van zijn teamgenoot Alfred Niepieklo. In 2012 werd in Dortmund een straat omgedoopt in de Alfred-Kelbassa-Straße.